# Bertrand, New Brunswick
Bertrand är en ort i Kanada.   Den ligger i provinsen New Brunswick, i den östra delen av landet, 800 km öster om huvudstaden Ottawa. Bertrand ligger 24 meter över havet och antalet invånare är 1 137.
Terrängen runt Bertrand är platt. Havet är nära Bertrand åt nordost. Runt Bertrand är det ganska glesbefolkat, med 24 invånare per kvadratkilometer.. Närmaste större samhälle är Caraquet, 10,3 km öster om Bertrand.
I omgivningarna runt Bertrand växer i huvudsak blandskog.